# Eggnog (álbum)
Eggnog es un EP de la banda estadounidense de grunge Melvins, lanzado en 1991 a través de la compañía discográfica Boner Records y producido por Billy Anderson y Jonathan Burnside..

## Lista de canciones
- Todas las canciones compuestas por Buzz Osborne.

| N.º | Título           | Duración |  |
| 1.  | «Wispy»          | 1:45     |  |
| 2.  | «Antitoxidote»   | 2:16     |  |
| 3.  | «Hog Leg»        | 3:24     |  |
| 4.  | «Charmicarmicat» | 12:50    |  |

## Personal
Melvins
- Dale – batería, coros
- King Buzzo – voz, guitarra
- Lorax – bajo

Otros
- Jonathan Burnside – productor
- Billy Anderson – productor
- Diana Berry – fotografía